# 教育人間学
教育人間学（きょういくにんげんがく、pedagogical anthropology）は、教育学の一分野で、1970年代後半から日本でも注目されるようになったものである。ドイツの教育学者、オットー・フリードリッヒ・ボルノウの教育学が日本に翻訳紹介され、彼が当時、実存哲学や実証主義との対決の中で次第にそのかたちを整理し、概念化してきたもので、教育の事象を人間学的に見ること、つまり教育を人間の存在の観点から見つめることを目指す。すなわち、教育を、哲学、宗教、文学、文化、社会との関係の中でトータルに捉えなおし、教育的な行為や関係、援助、発達といった諸テーマを、教育の根底にあるものとのつながりの中で、より柔軟に再認識する可能性を探ろうとするもの。
京都大学の教育学の講座で早くからこうした動きが活発にでて、教育人間学と称する講座、あるいはそれを専門とする研究者は、関西地区に特に多い。